# Берёзовый (приток Камышной)
Берёзовый (укр. Бере́зовий) — ручей в Луганской области Украины, левый приток реки Камышной. Длина 21,4 км.

## Течение
Берёт начало у села Ярского Меловского района Луганской области. Высота истока — 190 м над уровнем моря. Течёт на западо-юго-запад. Впадает слева в реку Камышную напротив села Зелековка Беловодского Луганской области. На ручье сооружены пруды, самый крупный в нижнем течении, длина которого чуть более 2 км (49°12′12″ с. ш. 39°53′32″ в. д.).
Протекает по территории Меловского (17,8 км) и Беловодского (3,6 км) районов Луганской области.

## Населённые пункты
- Село Ярского.
- Село Кирносово.
- Село Баранниковка, к реке примыкает северная окраина села.

Также в бассейне реки расположено село Журавское.